# Unión Minera de Villanueva del Río y Minas
Unión Minera de Villanueva del Río y Minas es un partido político de ámbito local andaluz que nació como agrupación de electores el 27 de mayo del 2007, posteriormente se funda como partido político el  3 de diciembre del 2008. Es un partido político independiente de grandes formaciones, se basa en la unión de personas de Villanueva del Río y Minas, para defender los derechos de este municipio y sus vecinos.

## Historia
La formación se presentó por primera vez a unos comicios como agrupación de electores en las elecciones municipales de 2007, en las que, con Federico Alonso Aliste como cabeza de lista, no logró imponerse, aunque obtuvo un notable resultado con cinco concejales. Esta representación marcó su entrada en la escena política local.
Su consolidación llegó en las elecciones municipales de España de 2011, donde se alzó con la victoria al obtener 1.404 votos y seis concejales. A partir de entonces, inició su andadura desde el gobierno municipal de la localidad sevillana de Villanueva del Río y Minas, con Francisco Barrera Delgado al frente de la alcaldía. Este período supuso un avance significativo en su influencia institucional.
En las siguientes elecciones municipales de España de 2015, la formación quedó como segunda fuerza política al recabar 706 votos y cuatro concejales, frente a los 848 votos y también cuatro concejales obtenidos por el PSOE local. No obstante, un pacto de gobierno permitió a la formación encabezar un tripartito junto a la Agrupación de Electores Unidos por el Cambio y el Partido Popular, sumando una mayoría de siete concejales. Josefa Ferre Córdoba asumió entonces la alcaldía. Sin embargo, tras la ruptura del pacto por parte de Unidos por el Cambio y el PP, se alcanzó un nuevo acuerdo mediante el cual el PSOE logró acceder a la alcaldía, en colaboración con Unión Minera. Así, Miguel Ángel Barrios fue investido alcalde el 19 de mayo de 2017, manteniéndose en el cargo desde entonces.
Finalmente, el 22 de abril de 2019, la formación decidió no concurrir a las Elecciones municipales de España de 2019, optando por un período de retiro político destinado al descanso y a un proceso de renovación y reorganización interna.

## Candidaturas presentadas
A lo largo de su trayectoria política, la agrupación ha concurrido a distintos procesos electorales en el ámbito municipal. A continuación se detallan las candidaturas presentadas por Unión Minera en las elecciones locales de 2007, 2011 y 2015, señalando en negrita aquellos candidatos que obtuvieron acta de concejal:

### Elecciones municipales de 2007
AGRUPACIÓN DE ELECTORES "UNIÓN MINERA" (U.M.)
Titulares:
| Nº | Nombre                              |
| -- | ----------------------------------- |
| 1  | Federico Alonso Alíste              |
| 2  | Araceli Romero Rodríguez            |
| 3  | Manuel Enrique Heredia Romero       |
| 4  | Fortunato Sáez Rosa                 |
| 5  | María Josefa Ferre Córdoba          |
| 6  | Juan Carlos Ruíz Gómez              |
| 7  | Francisco Lozano González           |
| 8  | María de los Ángeles Romero Carmona |
| 9  | Ángel Barroso García                |
| 10 | Carmen María Ruíz Rojas             |
| 11 | Carmen Núñez Diéguez                |
| 12 | Clara Carcía Vergara                |
| 13 | Natalio Vergara Balcera             |

Suplentes:
| Nº | Nombre                    |
| -- | ------------------------- |
| 14 | Manuel Ramírez Saldaña    |
| 15 | Félix Puente Rodríguez    |
| 16 | Francisco Barrera Delgado |
| 17 | Hortensia Bertoli Cera    |
| 18 | Ana Pérez Merino          |

### Elecciones municipales de 2011
UNIÓN MINERA DE VILLANUEVA DEL RÍO Y MINAS – EPAND (U.M.V.R.M.- EPAND)
Titulares:
| Nº | Nombre                              |
| -- | ----------------------------------- |
| 1  | Francisco Barrera Delgado           |
| 2  | Juan Carlos Ruiz Gómez              |
| 3  | Manuel Enrique Heredia Romero       |
| 4  | María Josefa Ferre Córdoba          |
| 5  | Araceli Romero Rodríguez            |
| 6  | Pascual Ferre Sueco                 |
| 7  | Antonio Jesús Gómez Chamizo         |
| 8  | José María García del Valle         |
| 9  | María de los Ángeles Romero Carmona |
| 10 | Rosa María Joaquín Parra            |
| 11 | Natalio Vergara Balcera             |
| 12 | Rosario Gómez Jiménez               |
| 13 | María Ángeles Rodríguez Aguado      |

Suplentes:
| Nº | Nombre                  |
| -- | ----------------------- |
| 1  | Leonor Aguilar Diéguez  |
| 2  | Fortunato Sáez Rosa     |
| 3  | Ramón Doménech Martínez |
| 4  | Ana Hernández Parra     |
| 5  | Félix Puente Rodríguez  |
| 6  | Silvia Ramos Ruiz       |

### Elecciones municipales de 2015
UNIÓN MINERA DE VILLANUEVA DEL RÍO Y MINAS (U.M.V.R.M.)
Titulares:
| Nº | Nombre                        |
| -- | ----------------------------- |
| 1  | María Josefa Ferre Córdoba    |
| 2  | Araceli Romero Rodríguez      |
| 3  | Jaime Carballo Barazal        |
| 4  | José María García del Valle   |
| 5  | Lidia Pina González           |
| 6  | Andrés Rodríguez Cortés       |
| 7  | Francisco Barrera Delgado     |
| 8  | Manuel Enrique Heredia Romero |
| 9  | Ana Hernández Parra           |
| 10 | María Sonia Chaves Martínez   |
| 11 | José Manuel Domínguez Falcón  |
| 12 | Cristina Blasco Acacio        |
| 13 | Antonio Carballo Julio        |

Suplentes:
| Nº | Nombre                      |
| -- | --------------------------- |
| 1  | Pascual Ferre Sueco         |
| 2  | Rosa María Romero Rodríguez |
| 3  | Rafael Maestre Quintana     |
| 4  | José del Río Caballero      |
| 5  | María Bermúdez Mora         |